# 해적 (발레)
《해적》 또는 《르 코르세르》(프랑스어: Le Corsaire)는 조지 고든 바이런의 시를 느슨한 기반으로 하는 생-조르주(Jules-Henri Vernoy de Saint-Georges)의 리브레토와 함께 주로 3개의 막으로 공연되는 발레 작품이다. 아돌프 아당의 음악에 조셉 마질리에가 안무를 하여 1856년 1월 23일에 파리 국립 오페라(Théâtre Impérial de l´Opéra)에 의해 초연되었다. 현재 공연되고 있는 모든 형태는 마리우스 프티파가 러시아 황실 발레단(현 마린스키 발레단)을 위하여 개작한 것에서 파생된 것이다.

## 줄거리
〔제1막〕제1장은 아드리아노플 광장에 있는 노예시장. 후궁에 보낼 여자를 사려는 부자 파시아에게 팔려가기 직전인 메도라라는 처녀를, 군중에 섞여 있던 해적의 두목 콘라드와 그의 부하들이 빼앗아 달아난다. 제2장은 보물로 가득찬 지하 궁전. 메드라의 간청으로 사로잡힌 여자들의 석방을 승낙한 콘라드는 메도라를 사랑하게 되나 부하의 간계로 깊은 잠에 빠지고 그 틈에 메도라는 다시 다른 해적들에게 잡혀간다. 〔제2막〕코스섬의 파시아 후궁. 노예시장에서 메드라를 잃은 파시아가 격노하고 있는데, 메도라가 다시 잡혀와 기분이 풀리나, 순례자 노인으로 변장한 콘라드가 파시아를 몰아내고 메드라를 끌어안는다. 그러나 결국 콘라드도 사로잡혀 사형을 선고받는다. 〔제3막〕제1장은 바다가 보이는 파시아의 방. 콘라드의 처형을 중지한다는 조건으로 파시아의 아내가 되기를 승낙한 메드라는 파시아를 교묘하게 속여 콘라드와 함께 창으로 도망친다. 제2장은 바다에 떠 있는 배 위, 코라드와 메드라가 축복의 술잔을 들고 있자, 번개가 쳐 배는 둘로 갈라지고 선원들과 함께 바다 속에 가라앉는다. 그 뒤 에필로그에서는 육지에 기어오른 두 사람이 무사함을 신에게 감사한다.